# 舘林和美
舘林 和美（たてばやし かずみ、12月18日 - ）は、日本の女性声優。山梨県出身。以前は同人舎プロダクションに所属していた。

## 出演作品

### テレビアニメ
- N・H・Kにようこそ!（女の子、メイド、女教師）
- 陰からマモル!（OL）

### ゲーム
- 放課後のラブビート（氷室晶）

### 吹き替え
- アレキサンダー（ネアルコス（少年期））
- ウィークエンダー
- エリン・ブロコビッチ（アシュレー）
- 新入社員（ボンサム（少年期））
- グレーテスト ゲーム エバー プレイド（フランシス（少年期））
- KND ハチャメチャ大作戦
- KND ハチャメチャ大作戦:オペレーションZ.E.R.O..（トミー）
- 朱蒙
- ダック・ドジャース
- DEAR WENDY ディア・ウェンディ
- ブラザーズ&シスターズ（ドーン）
- バイバイ、ママ（ダイアナ）
- バビロン5（キリン）
- ハロウィーンタウン
- ミリオンズ（ジャック）
- リロ&スティッチ ザ・シリーズ（フュージョンっ子）
- LOST2（シャーロット）

### ナレーション
- ナテハとフーシギのスペースファインダー（ナテハ）

### CM
- ナショナル （エオリア）
- 三菱シャープペンシル（クルトガ）